# Counter-Strike Major Championships
Counter-Strike Major Championships, známé zjednodušeně jako Majors, jsou esportové turnaje ve hrách ze série Counter-Strike (CS) sponzorované jejich vývojářem, společností Valve. První Valvem uznaný Major se konal v roce 2013 ve švédském Jönköpingu a pořádal ho DreamHack; celkový prize pool v hodnotě 250 000 dolarů byl rozdělen mezi 16 týmů. Tento turnaje se spolu s následujícími 18 Majory hrál ve hře Counter-Strike: Global Offensive. Od vydání titulu Counter-Strike 2 v roce 2023 se esportové turnaje v Counter-Striku, včetně Majorů, hrají v CS2.
Od té doby se Major výrazně rozšířil a posledních turnajů s prize poolem v částce 2 000 000 dolarů se účastní čtyřiadvacet týmů z celého světa. Jsou považovány za nejdůležitější a nejprestižnější turnaje na scéně Counter-Strike.
V roce 2023 se šampionem stal Team Vitality, jenž vyhrál svůj první Major na Blast Paris Major. Rekordmanem v počtu vyhraných turnajů je tým Astralis se čtyřmi tituly.

## Formát turnajů
Švýcarský systém, většinou popisován v anglické verzi jako Swiss System je systém základní skupiny využívaný na turnajích. Nejčastěji se používá verze pro 16 týmů.

### 16 týmů

#### 1. kolo
- Šestnáct týmů je rozlosováno do 8 zápasů.
- Vítězové zápasů postupují do vyšší skupiny 2. kola
- Poražení postupují do nižší skupiny 2. kola.

#### 2. kolo
Vyšší skupina
- Osm vítězů z 1. kola je rozlosováno do 4 zápasů.
- Vítězové, s celkovým skóre 2:0, postupují do vyšší skupiny 3. kola.
- Poražení, s celkovým skóre 1:1, postupují do střední skupiny 3. kola.

Nižší skupina
- Osm poražených z 1. kola je rozlosováno do 4 zápasů.
- Vítězové, s celkovým skóre 1:1, postupují do střední skupiny 3. kola.
- Poražení, s celkovým skóre 0:2, postupují do nižší skupiny 3. kola.

#### 3. kolo
Vyšší skupina
- Čtyři vítězové z vyšší skupiny 2. kola se rozlosují do 2 zápasů.
- Vítězové, s celkovým skóre 3:0, postupují do play-off.
- Poražení, s celkovým skóre 2:1, postupují do vyšší skupiny 4. kola.

Střední skupina
- Čtyři poražení z vyšší skupiny 2. kola a čtyři vítězové z nižší skupiny 2. kola se rozlosují do 4 zápasů.
- Vítězové, s celkovým skóre 2:1, postupují do vyšší skupiny 4. kola.
- Poražení, s celkovým skóre 1:2, postupují do nižší skupiny 4. kola.

Nižší skupina
- Čtyři poražení z nižší skupiny 2. kola jsou rozlosováni do 2 zápasů.
- Vítězové, s celkovým skóre 1:2, postupují do nižší skupiny 4. kola.
- Poražení, s celkovým skóre 0:3, jsou vyřazeni.

#### 4. kolo
Vyšší skupina
- Dva poražení z vyšší skupiny 3. kola a čtyři vítězové ze střední skupiny 3. kola jsou rozlosováni do 6 zápasů.
- Vítězové, s celkovým skóre 3:1, postupují do play-off.
- Poražení, s celkovým skóre 2:2, postupují do 5. kola.

Nižší skupina
- Čtyři poražení ze střední skupiny 3. kola a dva vítězové z nižší skupiny 3. kola jsou rozlosováni do 6 zápasů.
- Vítězové, s celkovým skóre 2:2, postupují do 5. kola.
- Poražení, s celkovým skóre 1:3, jsou vyřazeni.

#### 5. kolo
- Tři poražení z vyšší skupiny 4. kola a tři vítězové z nižší skupiny 4. kola jsou rozlosování do 3 zápasů
- Vítězové, s celkovým skóre 3:2, postupují do play-off.
- Poražení, s celkovým skóre 2:3, jsou vyřazeni.

## Turnaje
| Název                           | Místo konání    | Od                 | Do                 | Vítěz             | 2. místo          | 3. místo      | 3. místo          |
| ------------------------------- | --------------- | ------------------ | ------------------ | ----------------- | ----------------- | ------------- | ----------------- |
| DreamHack Winter 2013           | Jönköping       | 28. listopadu 2013 | 30. listopadu 2013 | Fnatic            | Ninjas in Pyjamas | compLexity    | VeryGames         |
| EMS One: Katowice 2014          | Katovice        | 13. března 2014    | 16. března 2014    | Virtus.pro        | Ninjas in Pyjamas | Team Dignitas | LGB eSports       |
| ESL One: Cologne 2014           | Kolín nad Rýnem | 14. srpna 2014     | 17. srpna 2014     | Ninjas in Pyjamas | Fnatic            | Team Dignitas | Team LDLC.com     |
| DreamHack Winter 2014           | Jönköping       | 27. listopadu 2014 | 29. listopadu 2014 | Team LDLC.com     | Ninjas in Pyjamas | Virtus.pro    | Natus Vincere     |
| ESL One: Katowice 2015          | Katovice        | 12. března 2015    | 15. března 2015    | Fnatic            | Ninjas in Pyjamas | Virtus.pro    | Team EnVyUs       |
| ESL One: Cologne 2015           | Kolín nad Rýnem | 20. srpna 2015     | 23. srpna 2015     | Fnatic            | Team EnVyUs       | Team SoloMid  | Virtus.pro        |
| DreamHack Open Cluj-Napoca 2015 | Kluž            | 28. října 2015     | 1. listopadu 2015  | Team EnVyUs       | Natus Vincere     | G2 Esports    | Ninjas in Pyjamas |
| MLG Columbus 2016               | Columbus        | 29. března 2016    | 3. dubna 2016      | Luminosity        | Natus Vincere     | Astralis      | Team Liquid       |
| ESL One: Cologne 2016           | Kolín nad Rýnem | 5. července 2016   | 10. července 2016  | SK Gaming         | Team Liquid       | Virtus.pro    | Fnatic            |
| ELEAGUE Major 2017              | Atlanta         | 22. ledna 2017     | 29. ledna 2017     | Astralis          | Virtus.pro        | Fnatic        | SK Gaming         |
| PGL Major Kraków 2017           | Krakov          | 16. července 2017  | 23. července 2017  | Gambit Esports    | Immortals         | Astralis      | Virtus.pro        |
| ELEAGUE Major 2018              | Boston          | 12. ledna 2018     | 28. ledna 2018     | Cloud9            | Faze Clan         | Natus Vincere | SK Gaming         |
| FACEIT Major 2018               | Londýn          | 19. září 2018      | 23. září 2018      | Astralis          | Natus Vincere     | Team Liquid   | MIBR              |
| IEM Katowice 2019               | Katovice        | 20. února 2019     | 3. března 2019     | Astralis          | ENCE              | Natus Vincere | MIBR              |
| StarLadder Berlin Major 2019    | Berlín          | 28. srpna 2019     | 8. září 2019       | Astralis          | AVANGAR           | Renegades     | NRG               |
| ESL One Rio Major 2020          | Rio de Janeiro  | zrušeno            | -                  | -                 | -                 | -             | -                 |
| PGL Major Stockholm 2021        | Stockholm       | 26. října 2021     | 7. listopadu 2021  | Natus Vincere     | G2                | Heroic        | Gambit            |
| PGL Major Antwerp 2022          | Antverpy        | 9. května 2022     | 22. května 2022    | FaZe Clan         | Natus Vincere     | ENCE          | Team Spirit       |
| IEM Rio Major 2022              | Rio de Janeiro  | 31. října 2022     | 13. listopadu 2022 | Outsiders         | Heroic            | MOUZ          | Furia Esports     |
| Blast Paris Major 2023          | Paříž           | 8. května 2023     | 21. května 2023    | Team Vitality     | GamerLegion       | Heroic        | Apeks             |

## Týmy
Legendy – 8 nejlepších týmů posledního Majoru, které byly automaticky kvalifikovány na další Major
Vyzyvatelé – 8 nejlepších týmů v kvalifikaci na Major

### Význámné týmy
- Světová scéna: Heroic, Fnatic, FaZe Clan, Ninjas in Pyjamas, G2 Esports, Natus Vincere, Cloud9, Astralis, Virtus.pro, MOUZ, Team Liquid, ENCE, Spirit, FURIA, Team Vitality
- světová scéna-zaniklé: Gambit Esports, Team EnVyUs, Luminosity Gaming, Renegades, SK Gaming, North
- československá scéna: Sinners Esports. ECLOT, eSuba, Neophyte, Majestic Lions, Eeriness, Entropiq, Enterprise

## Samolepky a "Pick'em"
Samolepky jsou součástí novějších CS:GO Majorů. Jedná se o samolepky s logy týmů a podpisy hráčů. Tyto samolepky lze lepit na zbraně. Samolepky mají 4 typy – základní (cena na Steamu se obvykle pohybuje řádově kolem desítek centů), holografické, speciální a pozlacené (cena na Steamu se obvykle pohybuje řádově kolem několika eur). Část peněz z prodeje jde hráčům a týmům.
Pick'em je minihra, ve které hráči, kteří nakoupili samolepky svých favoritů, sází tyto nálepky na výsledky týmů v tabulce a play-off části turnaje. V některých majorech bylo možné tipovat i nejlepší hráče. Hráči za odměnu dostanou zlatý, stříbrný, nebo bronzový odznak, který jinak než účastí v této minihře získat nelze. Samolepky jsou po dobu turnaje uzamčeny a nelze je použít, vyměnovat ani s nimi obchodovat, po skončení turnaje se však odemknou a lze je použít, vyměnit, nebo prodat. Major IEM Katowice 2019 byl prvním turnajem, kde si hráči mohli zakoupit tzv. viewer pass, který po zakoupení umožňuje sázení na týmy bez ohledu na nakoupené samolepky. Cena viewer passu pro Evropu je 8,75 €, verze s třemi žetony stojí 15.25 €.

## Sběratelské bedny
Na Majorech VALVe nabízí exkluzivní bedny. Tyto bedny dávají náhodně lidem, kteří Major sledují na Twitchi, steam.tv nebo přímo ve hře přes GOTV. Při MLG v Columbusu v roce 2016 šlo získat bedny i při sledování mlg.tv. Z těchto beden padají vzhledy na zbraně z kolekce mapy, která se hrála, když hráčovi padla bedna. Tyto vzhledy mají označení suvenýr a jsou cennější než vzhledy bez označení suvenýr.

## Česká účast na Majorech
| Hráč                  | Tým         | Major                  | Status    | Výsledek                          |
| --------------------- | ----------- | ---------------------- | --------- | --------------------------------- |
| Tomáš "oskar" Šťastný | mousesports | PGL Major Kraków 2017  | Vyzyvatel | 12.-14. místo                     |
| Tomáš "oskar" Šťastný | mousesports | ELEAGUE Major 2018     | Vyzyvatel | 6.-8. místo                       |
| Tomáš "oskar" Šťastný | mousesports | FACEIT Major 2018      | Legenda   | 15.-16. místo                     |
| Adam "NEOFRAG" Zouhar | OG          | IEM Rio Major 2022     | Vyzyvatel | 9.-11. místo v Challengers Stage  |
| Adam "NEOFRAG" Zouhar | OG          | Blast Paris Major 2023 | Vyzyvatel | 12.-14. místo v Challengers Stage |